# 塞尔姆斯多夫
塞尔姆斯多夫是德国梅克伦堡-前波美拉尼亚州的一个市镇。总面积36.13平方公里，总人口2745人，其中男性1373人，女性1372人（2011年12月31日），人口密度76人/平方公里。